# خدا در مورمونیسم
در مورمونیسم ارتدکس، واژه خدا معمولاً به خدای پدر که در انجیل آمده‌است اشاره دارد که قدیسان آخرالزمان به آن الوهیم می‌گویند و واژه سرخدا اشاره می‌کند به ترکیب سه شخصیت الهی مختلف که از خدای پدر، عیسی مسیح (اولین پسر او، که قدیسان آخرالزمان به آن یهوه می‌گویند) و روح‌القدس تشکیل شده‌است. قدیسان آخرالزمان معتقدند که خدای پدر، خدای پسر و روح‌القدس سه موجود مختلف هستند، که از آن‌جمله خدای پدر و عیسی دارای جسم‌های کامل، متعالی و فیزیکی بوده در حالی‌که روح‌القدس روحی‌است که فاقد جسم فیزیکی می‌باشد. قدیسان آخرالزمان هم‌چنین معتقدند که خدایان و الهه‌های دیگر نیز خارج از این الوهیت وجود دارند، مانند مادر بهشتی، کسی که همسر خدای پدر است. قدیسان آخرالزمان که در زندگی بعدی به خدایی می‌رسند. جوزف اسمیت می‌آموزد که خدا، قبل از این‌که به خدایی برسد، زمانی در سیاره دیگر یک بشر بوده‌است.
این مفهوم از تثلیث سنتی مسیحیت از جهات متعددی متفاوت است، یکی از تفاوت‌ها این است که مورمونیسم دکترین اعتقادنامه نیقیه که بیان می‌دارد خدای پدر، خدای پسر و روح‌القدس موجود مشابه یا از یک ماده هستند، را نپذیرفته یا ادامه دهنده آن نیست. هم‌چنین، مورمونیسم تعلیم می‌دهد که ذکاوت موجود در هر انسان یک‌جا با خدا، ابدی است. مورمون‌ها از واژه قادرمطلق برای توصیف خدا استفاده می‌کنند و او را خالق می‌خوانند: آن‌ها خدا را یک موجود متعالی و ابدی اما تابع قانون طبیعی ابدی می‌دانند که مستلزم ذکاوت، عدالت و ماهیت ابدی ماده است (یعنی خدا دنیا را نظم بخشیده اما آن را از هیچ نیافریده است). مفهوم خدا از دید مورمون‌ها هم‌چنین از سنت یهودی وحدانیت اخلاقی که در آن الوهیم (אֱלֹהִים) یک مفهوم کاملاً متفاوت است، نیز تفاوت قابل ملاحظهٔ دارد.
این نحوه توصیف خدا، ارتدکس مورمون را نشان می‌دهد که در سال ۱۹۱۵ براساس تعالیم قبلی، شکل گرفته‌است. سایر شاخه‌های موجود و تاریخی مورمونیسم دیدگاه‌های مختلفی، هم‌چون دکترین آدم – خدا و تثلیث‌گرایی، را در مورد خدا پذیرفته‌اند.

## مفاهیم قدیسان آخرالزمان اولیه

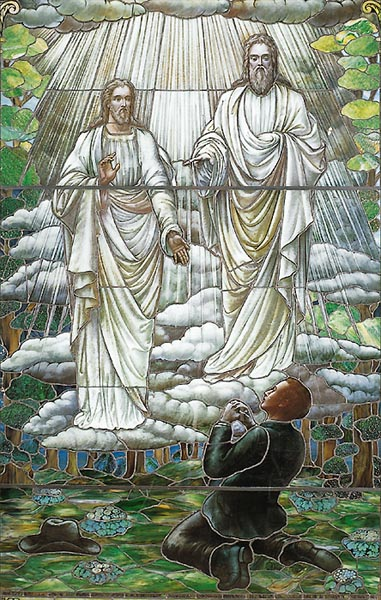
جوزف اسمیت در تاریخچه شخصی اش به سال ۱۸۳۸ میلادی، نوشت که دو شخصیت را در بهار ۱۸۲۰ دیده‌است. در ۱۸۴۳ میلادی، اسمیت بیان کرد که این شخصیت‌ها خدای پدر و عیسی، بدن‌های مجزا و ملموسی داشته‌اند.

قدیمی‌ترین قدیسان آخرالزمان از یک پیشینه پروتستانت آمده و به دکترین تثلیث که در جریان قرون اولیه مسیحیت توسعه داده شد، معتقد هستند. قبل از سال ۱۸۳۵، تعالیم الهی‌شناسی مورمون مشابه به آن دیدگاه بود. با این حال تعالیم بنان‌گذار جوزف اسمیت در مورد ماهیت الوهیت Godhead در طول زندگی او توسعه یافته و تا چند سال قبل از کشتن آن در سال ۱۸۴۴ توسعه یافته‌ترین حالت‌اش رسید. اسمیت با آغازکردن از توصیف وضاحت داده نشده خدای پدر، خدای پسر و روح‌القدس به عنوان «یک» موجود، در سال ۱۸۳۲ میلادی تعلیم داد که خدای پدر و خدای پسر دارای شخصیت‌های متفاوت Godhead هستند. تعالیم بعدی اسمیت در محضر عام خدای پدر و خدای پسر را دارای جسم‌های فیزیکی متفاوت توصیف کرده و یکی بودن آن با روح‌القدس را نه از لحاظ مادی بلکه از لحاظ روح، تعالی و هدف بیان کرد. دانش‌مندان مورمون و غیرمورمون هم‌چون دیوید ال پاولسن، ریچارد بوشمن، کریگ بلومبرگ و استیفن اچ ویب این مفهوم را به عنوان تثلیث‌گرایی اجتماعی توصیف کردند، در حالی‌که رابرت ام بومن جونیور سه خدایی یا «چندخدایی اخلاقی» را ترجیح می‌دهد.
مورمون‌ها مفهوم الوهیت Godhead خود را به‌عنوان احیای دکترین اصلی مسیحیت که توسط مسیح و حواریون تدریس شده بود، می‌بینند. عناصر این دکترین به مرور زمان و به صورت تدریجی به اسمیت آشکار شد. مورمون‌ها تعلیم می‌دهند که در قرون بعد از مرگ حواریون، دیدگاه‌ها در مورد ماهیت خدا آغاز به تغییر یافتن کرد چون الهی‌شناسان با وجودی‌که پیامبر نبودند و وحی دریافت نمی‌کردند، دکترین و روی‌کردهای را برای کلیسا توسعه دادند. مورمون‌ها، تأثیر شدید فرهنگ و فلسفه یونان (یونانی شدن Hellenization) را در این دوره به‌عنوان کمک به انحراف دیدگاه سنتی یهودی-مسیحیت در مورد خدای مجسم می‌بینند که بشر در پرتو تصویب و مشابهت به آن ساخته شده‌است. این الهی‌شناسان آغاز به توصیف خدا به‌عنوان سه شخصیت، یا اقنوم کردند که یک جوهر غیر مادی الهی، یا ousia را در اشتراک دارند. مفهومی که بعضی‌ها ادعا می‌کنند هیچ پشتیبان در کتاب مقدس ندارد، اما عناصر فلسفه یونانی مانند نیوپلاتونیسم را به خوبی در آن بازتاب دادند. مورمون‌ها معتقدند که فرایند توسعه‌ای که منجر به دکترین تثلیث شد آن را در برابر خطاهای انسانی آسیب‌پذیر ساخت، چون این مفهوم بر اساس طرح تثبیت شده توسط خدا از طریق وحی مستمر به پیامبران، بیان‌گذاری نشده بود.

### تعالیم در دهه ۱۸۲۰ و اوایل دهه ۱۸۳۰
کتاب مورمون تعلیم می‌دهد که خدای پدر، پسرش عیسی مسیح و روح القدس «یکی» اند، طوری‌که عیسی قبل از تولد در یک جسم روحانی و بعد از زنده شدن دوباره در یک جسم قابل لمس ظاهر می‌شود. این کتاب «روح خداوند» را «در قالب یک مردی» توصیف می‌کند که به مثل یک انسان صحبت می‌کند.
قبل از تولد عیسی، کتاب مورمون او را به‌عنوان یک روح «بدون گوشت و خون» تعریف می‌کند که دارای روح «جسمانی» است که مشابه به آنچه که در جریان زندگی فیزیکی‌اش ظاهر خواهد شد، می‌باشد. به علاوه عیسی خود را این‌گونه توصیف کرده‌است: «اینک، من کسی هستم که از آغاز جهان آماده شدم تا مردمم را رهایی بخشم. ببینید، من عیسی مسیح هستم. من خدای پدر و خدای پسر هستم. از سوی من همه مردم زندگی خواهند یافت و آن‌هم ابدی، حتی کسانی که به نام من ایمان بی‌آورند. آن‌ها پسران و دختران من خواهند بود». در قسمت دیگری از کتاب مورمون، پیامبر آبینادی چنین می‌گوید،
می‌خواهم شما بدانید که خدا خودش در میان پسران آدم پایین خواهد آمد و مردمش را رهایی خواهد بخشید. بخاطری‌که او در جسم فیزیکی ساکن می‌شود، پسر خدا خوانده خواهد شد و با اراده خدای پدر تابع بدن خواهد بود، او هم خدای پدر و هم خدای پسر خواهد بود. خدای پدر، بخاطری‌که توسط قدرت الهی ایجاد شد؛ خدای پسر، بخاطری‌که جسم فیزیکی دارد؛ بنابراین خدای پدر و خدای پسر خواهد بود. و آن‌ها یک خدا اند، بلی، همان خدای ابدی آسمان و زمین.
کتاب مورمون بیان می‌کند که عیسی بعد از رستاخیر و صعود به آسمان‌ها، گروهی از مردم را در آمریکا ملاقات کرد، آن‌ها دیدند که او یک جسم دوباره زنده شده و قابل لمس دارد. در جریان این ملاقات، او با صدای خدای پدر فراخوانده شد، و مردم آن‌جا روح‌القدس را احساس کردند، اما تنها خدای پسر را دیدند که عیسی چنین گفته‌است:
ای پدر، تو به آن‌ها روح‌القدس را اعطا کرده‌ای چون آن‌ها به من ایمان آوردند. و تو می‌بینی که آن‌ها به من به این دلیل ایمان آوردند که صدای تو را شنیدند. آن‌ها به من دعا می‌کنند. چون من با آن‌ها هستم. و حالا ای پدر، من به تو برای آن‌ها و کسانی‌که به آنچه آن‌ها می‌گویند ایمان می‌آورند، دعا می‌کنم چون آن‌ها نیز به من ایمان خواهند آورد. و من در آن‌ها خواهم بود ای پدر به گونه ای که تو در من هستی، تا همه ما یکی باشیم.
کتاب مورمون بیان می‌دارد که عیسی، خدای پدر و روح‌القدس «یکی» اند. بزرگ‌ترین فرقه مورمونیسم، کلیسای عیسی مسیح قدیسان آخرالزمان (کلیسای LDS)، این «یگانگی» را یک یگانگی استعارهٔ در روح، هدف و تعالی تعبیر می‌کند، نه یگانگی فیزیکی یا جسمی. از سوی دیگر، برخی از فرقه‌های قدیسان آخرالزمان هم‌چون اجتماع مسیح Community of Christ، کتاب مورمون را در سازگاری با تثلیث‌گرایی می‌دانند. بعضی از دانش‌مندان هم‌چنین، پیشنهاد می‌کنند که دیدگاه کتاب مورمون در مورد عیسی با مودلیسم وحدانیت نیز سازگار است، یا هم بیشترین سازگاری را دارد.

## ارجاعات
1. 1 2 3 4  Davies, Douglas J. (2003). "Divine–human transformations". An Introduction to Mormonism. Cambridge: Cambridge University Press. pp. 65–90. doi:10.1017/CBO9780511610028.004. ISBN 978-0-511-61002-8. OCLC 438764483. S2CID 146238056.
2. ↑  First Presidency; Quorum of the Twelve Apostles (April 2002). "Gospel Classics: The Father and the Son". Improvement Era. Intellectual Reserve, Inc. Retrieved February 10, 2019.
3. 1 2 3  Robinson, Stephen E.; Burgon, Glade L.; Turner, Rodney; Largey, Dennis L. (1992), "God the Father",  in Ludlow, Daniel H. (ed.), Encyclopedia of Mormonism, New York: Macmillan Publishing, pp. 548–552, ISBN 0-02-879602-0, OCLC 24502140, retrieved 7 May 2021 – via Harold B. Lee Library
4. ↑  Mason, Patrick Q. (3 September 2015). "Mormonism". Oxford Research Encyclopedia of Religion. Oxford: Oxford University Press. doi:10.1093/acrefore/9780199340378.013.75. ISBN 978-0-19-934037-8. Archived from the original on 30 November 2018. Retrieved 15 May 2021.
5. ↑  Dahl, Paul E. (1992), "Godhead",  in Ludlow, Daniel H. (ed.), Encyclopedia of Mormonism, New York: Macmillan Publishing, pp. 552–553, ISBN 0-02-879602-0, OCLC 24502140, retrieved 7 May 2021 – via Harold B. Lee Library
6. ↑  Carter, K. Codell (1992), "Godhood",  in Ludlow, Daniel H. (ed.), Encyclopedia of Mormonism, New York: Macmillan Publishing, pp. 553–555, ISBN 0-02-879602-0, OCLC 24502140, retrieved 7 May 2021 – via Harold B. Lee Library
7. ↑  "Gospel Principles Chapter 47: Exaltation". ChurchofJesusChrist.org. Retrieved 17 October 2017.
8. ↑  Brown, Gayle O. (1992), "Premortal Life",  in Ludlow, Daniel H. (ed.), Encyclopedia of Mormonism, New York: Macmillan Publishing, pp. 1123–1125, ISBN 0-02-879602-0, OCLC 24502140, retrieved 7 May 2021 – via Harold B. Lee Library
9. ↑  Paulsen, David L. (1992), "Omnipotent God; Omnipresence of God; Omniscience of God",  in Ludlow, Daniel H. (ed.), Encyclopedia of Mormonism, New York: Macmillan Publishing, p. 1030, ISBN 0-02-879602-0, OCLC 24502140, retrieved 7 May 2021 – via Harold B. Lee Library
10. ↑  (Alexander 1980، online p. 1).
11. ↑  See D&C 76:12-24
12. ↑  See D&C 76:12-24
13. 1 2 3  Bowman, Robert M. Jr. (2016-11-16). "Social Trinitarianism and Mormon Theology". Evangelical Theological Society annual convention (به انگلیسی).
14. ↑  (Bushman 2008، ص. 6) (Mormons believe in what is sometimes called "social trinitarianism," meaning the three beings of the Godhead are blended in heart and mind like extremely close friends, but are not one being); Early passages in Smith's revelations could be interpreted as traditionally trinitarian, but the doctrine of three Gods in one soon gave way to a Father, Son and Holy Ghost, three distinct beings united in purpose and will but not in substance. See also: D&C 130:22.
15. ↑  Salai, Sean S.J. (2015-08-19). "Catholic and Mormon: Author Q&A with Professor Stephen H. Webb". America. Retrieved 19 August 2015. Mormons emphasize the relative independence of the three divine persons of the Trinity. Many theologians today, whatever their church tradition, are developing what is called a "social Trinity," which is very similar to Mormonism in seeing the Trinity as a society of persons rather than a single immaterial substance defined by a set of internal relations.
16. ↑  Butler, Shanna (February 2005). "What Happened to Christ's Church?". Liahona. LDS Church. Retrieved 2014-02-24.
17. ↑  Draper, Richard D. (April 1984). "The Reality of the Resurrection". Ensign. LDS Church. Retrieved 2014-02-24.
18. ↑  "Doctrinal Trends in Early Christianity and the Strength of the Mormon Position" (PDF). Fairmormon.org. Retrieved 2014-02-24.
19. ↑  Thomas Mozley "The Creed, or a Philosophy" 1893 p 303.
20. ↑  The wording of the Council of Constantinople (360) prohibited use of the terms substance, essence, and ousia because they were not included in the scriptures. see: http://www.earlychurchtexts.com/public/creed_homoian_of_constantinople_360.htm
21. ↑  "Trinity > History of Trinitarian Doctrines (Stanford Encyclopedia of Philosophy)". plato.stanford.edu. Retrieved 17 October 2017.
22. ↑  "God, Godhead". ChurchofJesusChrist.org. Retrieved 17 October 2017.
23. ↑  "Ether 3". ChurchofJesusChrist.org. Retrieved 17 October 2017.
24. ↑  "3 Nephi 11". ChurchofJesusChrist.org. Retrieved 17 October 2017.
25. ↑  1 Nephi 11:11
26. ↑  "Ether 3". scriptures.lds.org. Retrieved 17 October 2017.
27. ↑  "Ether 3". ChurchofJesusChrist.org. Retrieved 17 October 2017.
28. ↑  Mosiah 15:1-4)
29. ↑  "3 Nephi 19". scriptures.lds.org. Retrieved 17 October 2017.
30. ↑  See 3 Nephi 11:36
31. ↑  (Widmer 2000، ص. 6).